# Emilia Clarke
Pour les articles homonymes, voir Clarke.
Emilia Clarke /ˈɛməliə ˈklɑːk/ est une actrice britannique, née le 23 octobre 1986 à Londres. Elle est également productrice de cinéma et musicienne.
Après des débuts discrets au théâtre et à la télévision,,, sa carrière décolle quand, à 25 ans, elle obtient le rôle de Daenerys Targaryen dans Game of Thrones (2011-2019), une série télévisée d’heroic fantasy américaine qui rencontre un succès mondial exceptionnel. Elle accède au statut de star et de sex-symbol : elle figure, en 2019, dans le classement de Time Magazine des personnalités les plus influentes de la planète, et Esquire la nomme « femme la plus sexy de l'année » en 2015. De nombreux parents, dans le monde, choisissent Daenerys ou Khaleesi comme prénoms pour leurs filles.
Au cinéma, elle est à l’affiche de deux films de science-fiction à gros budgets — Terminator Genisys en 2015 et Solo : A Star Wars Story en 2018 — qui ne rencontrent pas la faveur de la critique ni celle du public,. En 2016 et 2019, dans deux romances à petits budgets, Avant toi et Last Christmas, elle obtient de petits succès commerciaux, à défaut de critiques laudatives,,.

## Biographie

### Jeunesse
Emilia Isobel Euphemia Rose Clarke nait le 23 octobre 1986 à Londres au  Royaume-Uni,, et grandit dans le Berkshire, un comté à l’Ouest de la capitale,,. Son père est ingénieur du son dans un théâtre, sa mère Jennifer Clarke, femme d'affaires. Elle a un frère aîné, Bennett, qui travaille dans l'audio-visuel et faisait partie du département caméra de Game of Thrones,. Elle mentionne aussi – dans les colonnes du Guardian notamment – un  frère plus jeune qui aurait étudié les sciences politiques et aurait l’étoffe d’un premier ministre,.
Elle commence à jouer à l'âge de 3 ans après avoir vu la comédie musicale Show Boat sur laquelle travaillait son père. Elle fait ses études à la St Edward's School d’Oxford (2000-2005) et à la Rye St Antony School dans la même ville sans obtenir de diplôme. Elle est hyperactive, elle souffre d’un TDAH ce qui peut expliquer ses résultats scolaires moyens. D'autant qu'elle s’intègre difficilement dans son lycée à Oxford. Elle le qualifie de « bourgeois ». La plupart des élèves sont issus de milieux conservateurs, ce qui fait qu'elle et quelques amis se sentent souvent exclus.
Emilia Clarke raconte qu’adolescente elle fait l’objet de moqueries à cause de ses sourcils : « Ma mère me disait : pas de drogue, pas de sexe et surtout, ne touche pas à tes sourcils. Tu me remercieras quand tu seras grande. Et c'est le cas. Elle me conseillait de me les brosser avec de la vaseline avant d'aller me coucher »,. Pour la promotion de la saison finale de Game of Thrones elle se livre à des démonstrations de « danse des sourcils » sur les plateaux de télévision : elle parvient à les faire bouger de façon telle qu’ils expriment des émotions – comme que la tristesse ou l’effroi – qui peuvent être ressenties en regardant le feuilleton. Cela a amusé beaucoup d’internautes.

### Carrière

#### Débuts
La future actrice postule sans succès à la Royal Academy of Dramatic Art, à la London Academy of Music and Dramatic Art et à la Guildhall School of Music and Drama. Alors elle travaille et voyage, en Asie notamment, avant d’ntégrer, au Drama Centre London (en). Elle échoue à l'examen d'entrée mais elle est admise un peu plus tard parce qu’un élève doit quitter l'école à cause d'une fracture de la jambe. Elle obtient un diplôme en 2009.
Emilia Clarke monte sur les planches, à 13 ans, dans la troupe de théâtre amateur de l’École St. Edwards d’Oxford, puis au Drama Centre London (en). Ensuite elle est présente dans deux publicités pour Samaritans, une association caritative. Elle participe à un court-métrage d'étudiants à l'université de Londres. À la télévision, elle fait ses débuts dans un épisode de Doctors. En 2010 elle joue dans le téléfilm Triassic Attack (en), diffusé sur la chaîne américaine Syfy. Screen International la nomme « star britannique de demain ». Malgré tout, pour vivre elle doit parfois cumuler trois emplois (voire plus), elle est notamment serveuse et employée  dans un centre d'appel.

#### Révélation et progression

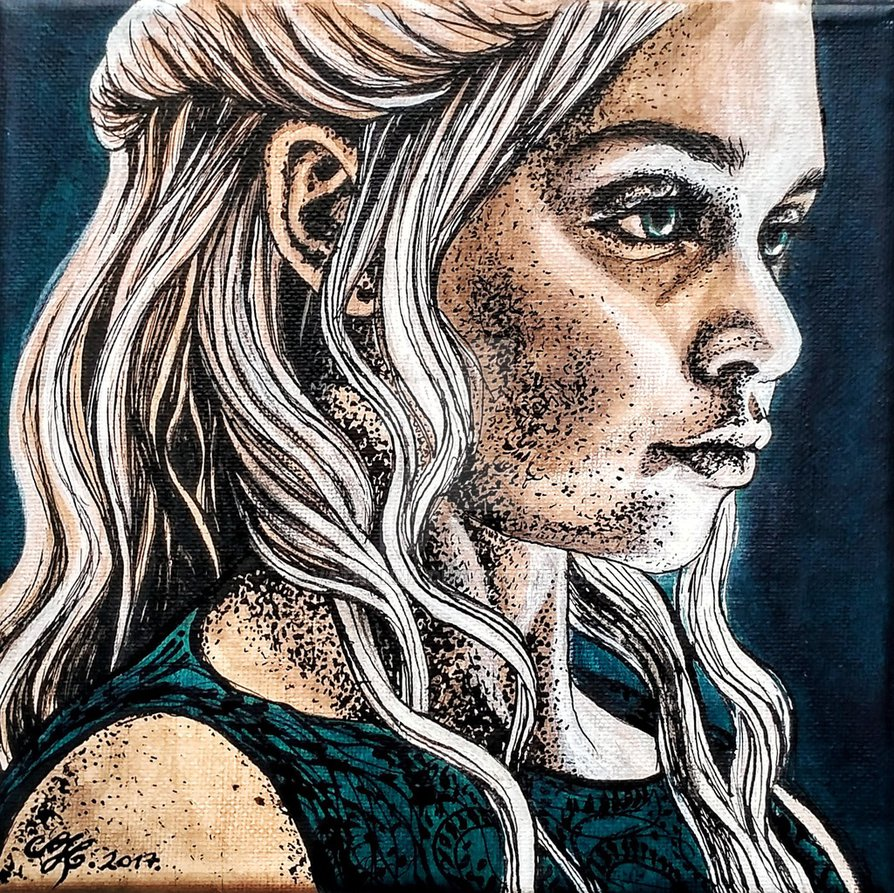
Un portrait de Daenerys Targaryen interprétée par Emilia Clarke.

En 2010, Emilia Clarke est choisie pour incarner Daenerys Targaryen dans le feuilleton télévisé, produit par HBO, Game of Thrones, basée sur la série de romans Le Trône de fer de George R. R. Martin. Elle obtient le rôle après qu’un premier épisode pilote avec l'actrice Tamzin Merchant ait été jugé décevant. Dans une interview, elle révèle qu'elle a exécuté un « funky chicken » et une danse du robot lors de son audition par David Benioff,. Pour son rôle elle porte une perruque blonde platine, que l'équipe de maquillage met plus de deux heures trente à installer (selon certaines sources). Ses costumes seraient cousus sur elle (comme ceux de Marilyn Monroe). Elle dira de son personnage qu'elle l'aime parce qu'elle montre qu'une femme peut être autre chose qu'une épouse.
Lors de ses débuts en avril 2011, Game of Thrones obtient des critiques positives et est rapidement renouvelée pour une seconde saison. La jeune actrice apparait dans les huit saisons diffusées. Le succès mondial de la série propulse Clarke sur le devant de la scène médiatique et sa prestation lui vaut plusieurs nominations et récompenses. En 2011, elle remporte l'Emmy Award du meilleur second rôle féminin dans une série dramatique. En 2013, elle concourt pour cette même récompense, de même qu'en 2015 et 2016. En 2014, elle est élue femme la plus désirable par les lecteurs d'AskMen.

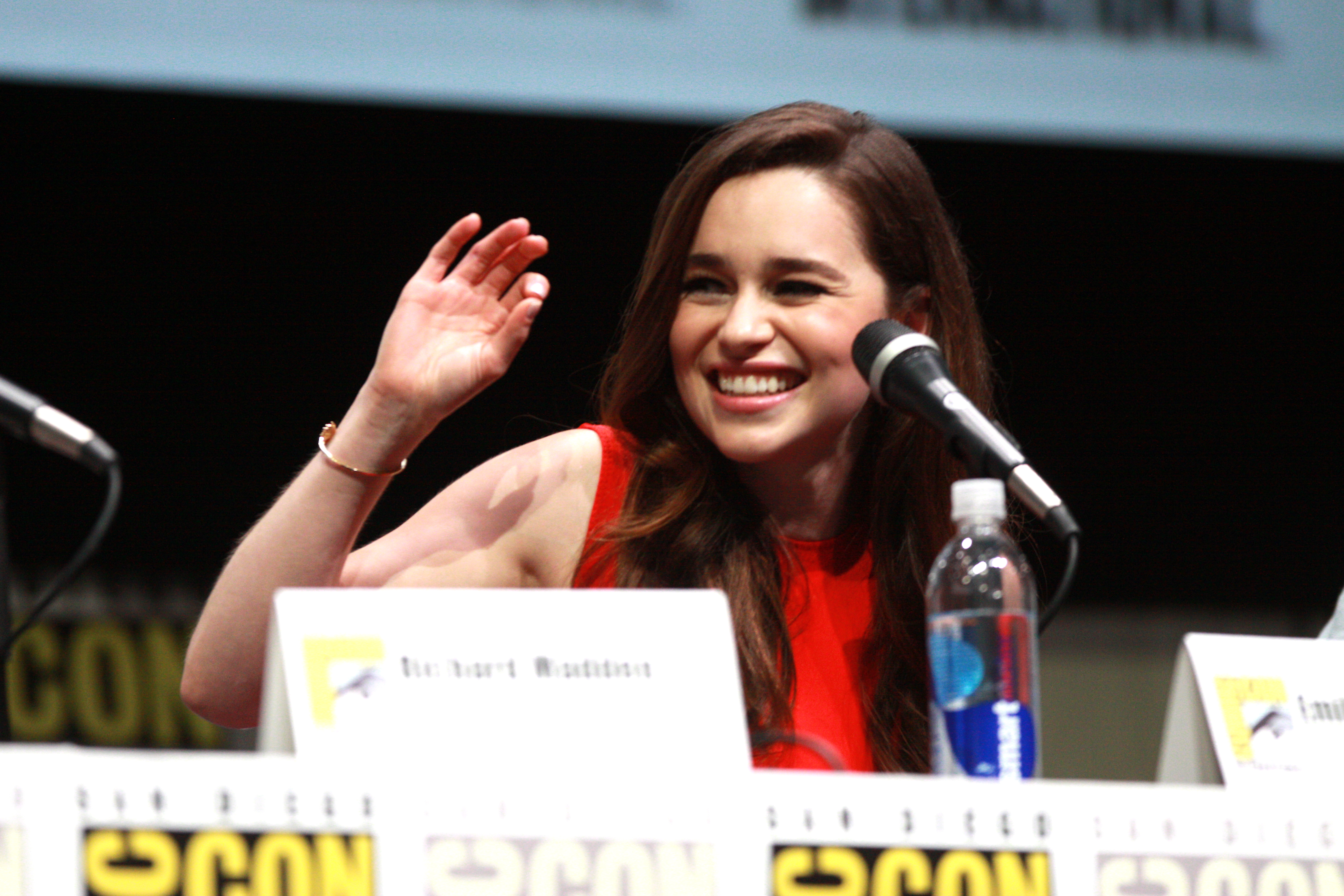
Emilia Clarke au San Diego Comic Con International en 2013.

Parallèlement à la série, elle s'investit dans d'autres projets. En mars-avril 2013, elle fait ses débuts à Broadway dans la pièce de théâtre Petit Déjeuner chez Tiffany de Truman Capote où elle tient le rôle principal, Holly Golightly. En septembre 2013, elle prête sa voix à une vendeuse de fleurs dans la série animée Futurama. Sur le grand écran par contre, elle a du mal à s'imposer. En 2012, elle joue dans un film qui ne sort pas en salles, Spike Island. La même année, elle est au casting de la comédie dramatique Dom Hemingway portée par Jude Law. Le film recueille des critiques mitigées et passe inaperçu en salles. En mai 2014, Emilia Clarke est annoncée au casting de Garden of Last Day, mais le projet est abandonné. Elle refuse le rôle d'Anastasia Steele dans Cinquante nuances de Grey eu égard aux scènes de nudité qu’il requiert.
En 2015, elle tente de capitaliser sur sa popularité en acceptant le rôle mythique de Sarah Connor dans le blockbuster reboot Terminator Genisys. Elle y partage la vedette avec Arnold Schwarzenegger, Jai Courtney et Jason Clarke. Elle devient ainsi la seconde actrice de Game of Thrones (après Lena Headey dans la série dérivée Terminator : Les Chroniques de Sarah Connor) à incarner Sarah Connor. Le film reçoit de mauvaises critiques et déçoit sur le sol américain, il rapporte moins de 90 millions de dollars de recettes pour un budget de 155 millions. Grâce aux bons résultats à l'international il totalise 440 millions de dollars au box-office mondial. Les projets de suite sont annulés,.
L'année suivante elle s'aventure sur un registre plus sentimental avec le mélodrame Avant toi (adaptation du roman à succès de Jojo Moyes) ; elle y partage l'affiche avec Sam Claflin. Le film obtient un accueil critique mitigé, mais rencontre un énorme succès commercial, rapportant 207 millions $ de recettes mondiales, dont 56 millions sur le territoire américain pour un budget de 20 millions.
Néanmoins, elle se tourne à nouveau vers des productions hollywoodiennes avec le thriller d'action Above Suspicion sous la direction de Phillip Noyce, et le drame indépendant Voice From the Stone, de Eric D. Howell. Ce sont deux échecs publics et commerciaux, ils ne sortent pas en salles. En 2015, elle est nommée « femme la plus sexy » par Esquire.

En 2018, elle fait partie de la distribution de Solo : A Star Wars Story, spin-off de Star Wars de Ron Howard. Son rôle la place au cœur de l'histoire de ce nouvel opus ce qui l'amène à croiser le chemin de Han Solo et Chewbacca. Même si la critique n'est que modérément négative, c'est un lourd échec commercial : 392,9 millions de dollars de recettes mondiales (chiffre d'affaires) pour un budget (coût de production) de 275 millions, il en aurait fallu trois fois plus pour équilibrer les comptes. Tout projet de nouvel opus à ce début de saga est abandonné.

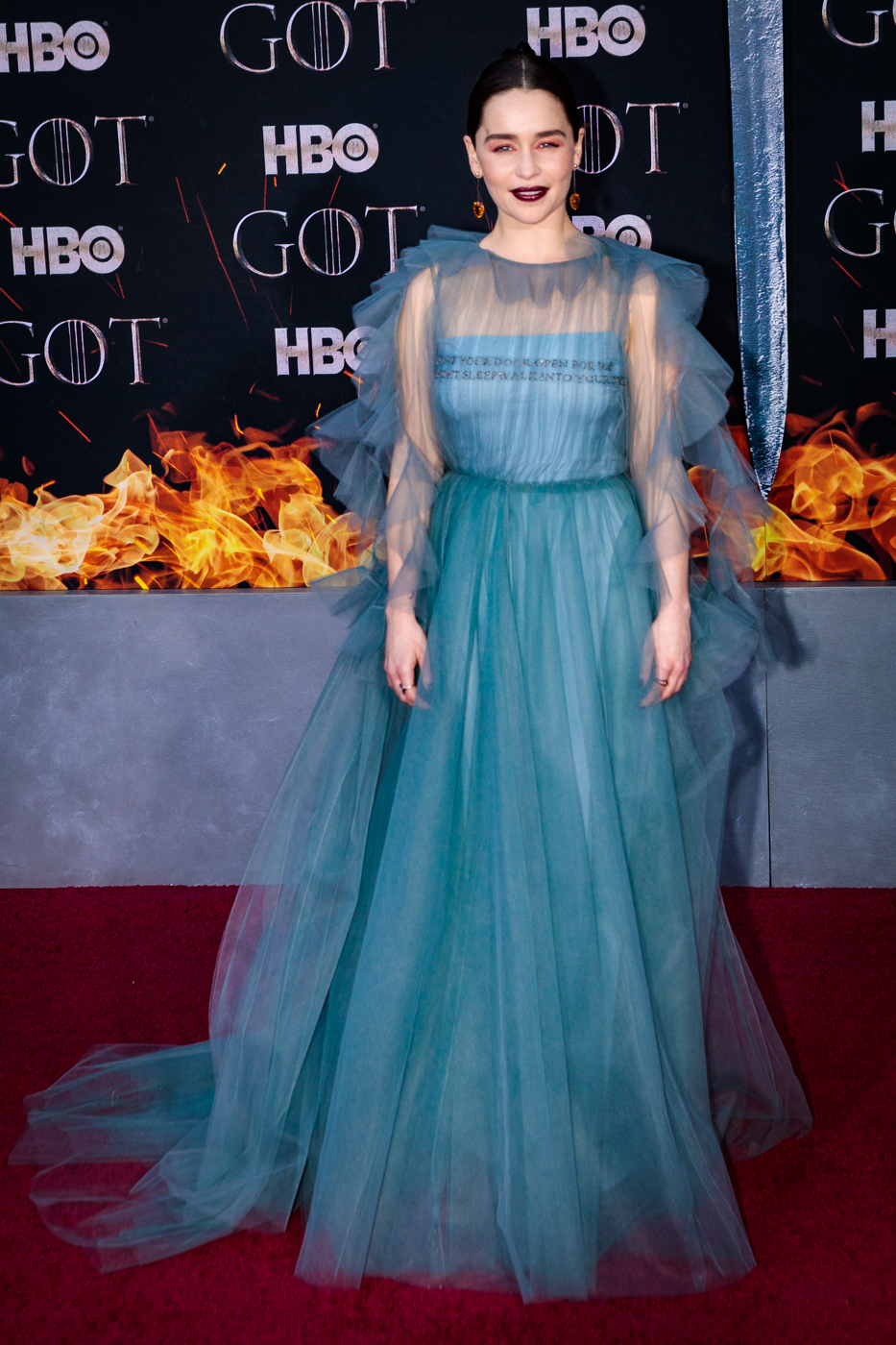
La vedette lors de l'avant-première de la saison 8 de Game of Thrones, en avril 2019.

En mai 2019, Game of Thrones s'achève. Beaucoup d'admirateurs du feuilleton sont déçus par le dénouement et notamment par l'évolution négative du personnage d'Emilia Clarke. Une pétition est d'ailleurs signée par plusieurs centaines de milliers de fans en colère qui réclament une autre huitième saison avec de nouveaux scénaristes. L’actrice, en parcourant les derniers scripts, est choquée elle aussi mais, finalement, approuve cet épilogue :

« Il devait aussi bien pleuvoir et je marchais juste sans savoir quoi faire. Mais c'est tellement naturel pour une personne de répliquer par la colère. C'était là, cette rage a toujours été là. C'est ce qui l'a guidée à travers toutes ces épreuves. Il y a cette colère qui lui est si familière qui vient la submerger, mais cette fois elle ne l'arrête pas. Elle vit pleinement cette rage. On peut appeler ça la 'folie des Targaryen' mais ce n'est pas vraiment ça. C'est tout simplement la douleur, le deuil... Et en agissant ainsi elle a l'occasion d'oublier sa souffrance quelques instants. »

Parallèlement, toujours en 2019, Emilia Clarke joue dans Last Christmas de Paul Feig, une « comédie romantique de Noël » dans laquelle elle donne la réplique à Henry Golding. Le film se calque sur la chanson « Last Christmas » de George Michael. Le producteur suggéra l'idée au chanteur qui la trouva intéressante. Emilia Clarke accepte le rôle en 2018, voulant être admise comme une actrice polyvalente : 

« La fille que j’incarne n’a rien d’une héroïne habituelle, elle a un côté cynique qui m’a plu,. »

Le tournage a lieu à Londres. L’actrice se sent en osmose avec le personnage qu’elle interprète car, comme son personnage, elle a eu une rupture d’anévrisme : 

« Une vraie fille qui n’est pas toujours enjouée ou en train de s’excuser d’être elle-même. Une fois, j’étais à l’aéroport, entre deux jobs, épuisée après mon vol. J’ai eu une crise d’angoisse et quelqu’un est arrivé pour me demander un selfie. J’ai commencé à pleurer, je n’en pouvais plus, et je lui ai lancé : “mais vous ne voyez pas que je suis un être humain ?” »

Le film est un succès, avec plus de 100,8 millions de dollars de recettes mondiales dont 34,3 millions sur le territoire américain pour un budget de 25 millions. L'actrice se voit acclamée par la critique pour sa performance, même si la critique du film est moyenne. Telegraphe écrit : « Clarke est sensationnelle et lumineuse dans ce genre de rôle. » Cette comédie lui permet également de sortir définitivement de l'ombre de la série Game of Thrones.

#### Publicités
En 2015, la société Dior recrute l’actrice pour présenter la collection de bijoux Rose des Vents. En 2018, Dolce & Gabbana annonce qu'elle est l’ambassadrice de The Only One, le parfum de la marque ; elle joue et chante dans un clip réalisé par Matteo Garrone pour le présenter. Début 2020, La société de cosmétiques Clinique déclare qu’Emilia Clarke est sa première ambassadrice mondiale. Elle le reste 3 ans environ. Collaborations publicitaires éphémères.

### Action caritative
Le 21 mars 2019, elle révèle dans The New Yorker qu’elle a été victime de deux ruptures d'anévrisme, une première fois en 2011, à l’âge de 24 ans, peu après le tournage de la première saison de Game of Thrones, et une seconde fois en 2013, après le tournage de la saison 3. Elle sort de ces deux accidents cardiovasculaires sans graves séquelles hormis des problèmes d’aphasie au début. En août 2022, elle déclare à la BBC à ce sujet : « Il est remarquable que je sois capable de parler […] et de vivre ma vie tout à fait normalement […]. Je fais partie de la très, très, très petite minorité de personnes qui peuvent survivre à cela. ». En 2019, avec sa mère Jennifer Clarke, elle crée SameYou, une association caritative d'aide aux victimes de lésions cérébrales (aide à la rééducation, etc.). Lors du nouvel an 2024, toutes deux sont nommées membres de l'Ordre de l'Empire britannique dans la division civile (MBE). Leurs décorations leur sont remises le 21 février 2024 au château de Windsor par le prince de Galles,.

### Vie privée
Diagnostiquée hyperactive depuis l'enfance, Emilia Clarke raconte qu'elle a perdu un emploi d'opératrice de saisie de données en raison de son excès d'énergie.
Elle a des notions d'allemand, de français et d'hindi. Elle maitrise l’accent britannique et américain.
Musicienne, elle pratique la flûte et le piano. Elle joue aussi de la guitare, notamment dans Breakfast at Tiffany. Elle est également chanteuse, elle aborde plusieurs genres, le chant de cabaret, le blues et le jazz,. En 2019, elle chante pour la première fois dans un de ses films, Last Christmas. Le titre est Last Christmas de Wham!, composé par George Michael ; dans un premier temps des spectateurs ont cru a un playback. Elle interprète Fisherman's Blues dans le film Dom Hemingway.
US Weekly rapporte que pendant 6 mois, de septembre 2012 à mars 2013, la comédienne britannique a une relation avec l'acteur Seth MacFarlane. De 2018 à 2019 elle sort avec Charlie McDowell. Depuis 2020, elle est en couple avec Tom Turner, un assistant-réalisateur.
En mai 2019, sur le plateau de Jimmy Kimmel Live!, elle confie qu’elle a pu être gênée par la présence de son frère caméraman sur le tournage de Game of Thrones pendant des scènes d’amour. Lors du tournage d’une scène érotique au cours du septième épisode de la septième saison elle exige qu’il sorte du plateau.
Au fil des saisons de Game of Thrones, les cachets d’Emilia Clarke augmentent sensiblement. Pour les saisons 5 et 6 elle est payée 300 mille dollars par épisode. Pour la saison 7 elle reçoit 500 mille dollars par épisode. Et un million 200 mille dollars par épisode pour la saison 8. En octobre 2015, elle réside dans le quartier d'Hampstead à Londres.
En 2016, elle achète une maison dans le quartier de Venice Beach à Los Angeles. En 2020, elle la revend pour la somme de 4,4 millions de dollars. En mai 2019 elle achète une maison dans le quarter londonien d’Islington. Au sujet de sa fortune, elle dit : « Je gagne un certain salaire, alors oui, taxez-moi à mort. Je le mérite, c'est comme ça que ça devrait fonctionner. » Lors des élections générales britanniques de 2017 elle soutient Jeremy Corbyn, le candidat malheureux du Parti travailliste.

## Théâtre
- 2013 : Petit Déjeuner chez Tiffany (Breakfast at Tiffany's) de Truman Capote : Holly Golightly
- 2020 : Private Lives de Noël Coward : Sybil
- 2020/2022 : The Seagull d'Anton Chekhov : Nina Mikhailovna Zarechnaya

## Filmographie

### Cinéma

#### Longs métrages
- 2012 : Spike Island de Mat Whitecross : Sally
- 2013 : Dom Hemingway de Richard Shepard : Evelyn Hemingway
- 2015 : Terminator Genisys d'Alan Taylor : Sarah Connor
- 2016 : Avant toi (Me Before You) de Thea Sharrock : Louisa « Lou » Clark
- 2017 : Voice from the Stone de Eric D. Howell : Verena
- 2018 : Solo: A Star Wars Story de Ron Howard : Qi'Ra
- 2019 : Above Suspicion de Phillip Noyce : Susan Smith
- 2019 : Last Christmas de Paul Feig : Kate
- 2023 : The Pod Generation de Sophie Barthes : Rachel
- ? : An Ideal Wife de Sophie Hyde : Constance Lloyd
- ? : The Queen Of Fashion de Alex Marx : Daphne Guinness

#### Courts métrages
- 2009 : Drop the Dog de réalisateur inconnu : Julie
- 2012 : Shackled (en) de Nour Wazzi : Malu (sorti au sein du film Murder Manual en 2020)
- 2018 : Leading Lady Parts de Jessica Swale (en) : Elle-même

### Publicités
- 2017 : Parfum The One for Men Dolce & Gabbana
- 2018 : Parfum The Only One Dolce & Gabbana [96]

### Télévision

#### Téléfilms
- 2010 : Triassic Attack (en) de Colin Ferguson : Savannah

#### Séries télévisées
- 2009 : Doctors : Saskia Mayer (saison 11, épisode 89)
- 2011-2019 : Game of Thrones : Daenerys Targaryen (73 épisodes)
- 2023 : Secret Invasion : forme humaine du skrull G'iah

### Doublage
- 2013 : Futurama : Marianne, la vendeuse de fleurs (voix originale[97],[98] - saison 7, épisode 25)
- 2014 : Game of Thrones: A Telltale Games Series : Daenerys Targaryen (voix originale - jeu vidéo)
- 2016 : Robot Chicken : Bridget (voix originale - saison 8, épisode 14)
- 2017 : Animals (en) : Lumpy (voix originale - saison 2, épisode 1)
- 2022 : Maurice le chat fabuleux (The Amazing Maurice) de Toby Genkel : Malicia (voix originale)

## Voix francophones
En version française, Emilia Clarke est principalement doublée par Marie Tirmont. Ainsi, elle lui prête sa voix tour à tour dans Game of Thrones, Terminator: Genisys, Avant toi, Voice from the Stone et Last Christmas. Parallèlement, Victoria Grosbois la double dans Solo: A Star Wars Story et Secret Invasion, tandis qu'elle est doublée par Jacqueline Berces dans Above Suspicion et Audrey d'Hulstère dans Dom Hemingway et The Pod Generation doublés tous les deux en Belgique.

### Revue de presse
- Céline Fontana, « Emilia Clarke en mode Solo. L'actrice, star de la série Game of Thrones, rejoint une autre saga mythique : Star Wars. », TV Magazine, Le Figaro, Paris, 20 mai 2018, p. 6